# Francisco Ramón Vicuña Larraín
Francisco Ramón Vicuña Larraín (Santiago de Xile, 1775 - Santiago de Xile, 13 de gener de 1849) fou un militar i polític xilè que exercí breument la presidència de la república el 1829 i 1830.